# Egoi
Egoi ou Hegoi est le mot basque désignant le « vent du sud » dans la mythologie basque. 
C'est le vent du sud qui, sous ses allures différentes, tourbillons, rafales, bruits sourds dans les rochers et dans les bois, véhicule plusieurs mythes dans le Pays basque.

## Récits populaires
Dans certains récits populaires il apparaît des vents personnifiés tel celui-ci provenant d'Elizondo.
Légende des filles des vents racontée à Elizondo (Navarre/Nafarroa) :
Ziar-aizean alabak dire Ipar-aize eta aize-Egoain andreak 

Ipar-aizean andria gorki modoxa da, eta bere senarrai baraxuri-saldi iten dio.

Eta gero gizona asertu gabe egoten da beti.

Aize-egoak andre lazoa du, eztio egiten baraxuri salda.

Eta gero gizona azertsen da.

Azertsen da senarra eta aita-arrebebaingana gaten da eta andreain dotea ezkatsen dio:

Lenago aindo ziola ta etziola man, gero main ziola.

Aita-arrebak, niger iturreikin erraten dio orai ere eztuela, gero main diola.

Ordun bakeinzen da Aize egoa*.
Traduction française :
Les filles du vent du Nord-Ouest sont les femmes du vent du Nord et du vent du Sud.

La femme du vent du Nord est une femme très attentive elle fait à son mari de la soupe à l'ail.

Aussi, est-il toujours de bonne humeur.

Le vent du Sud a une femme paresseuse, elle ne lui fait pas de la soupe à l'ail.

Le mari est fâché.

Il est fâché et va voir son beau-père pour lui réclamer la dot de sa femme 

Car ce dernier la lui avait promise autrefois, mais il ne l'avait jamais donnée, la remettant toujours à plus tard.

Le beau-père lui dit, en pleurant comme une fontaine, qu'il ne peut toujours pas la lui donner mais qu'il le fera plus tard.

Alors, le vent du Sud fut apaisé,

## Étymologie
Egoa signifie « vent du Sud » ainsi qu'« aile ». Le suffixe k désigne le pluriel : egoak se traduit donc par « les ailes ». Quand on parle du Pays basque côté espagnol (et non Pays basque espagnol), on parle alors de hegoalde (littéralement : « du côté sud ») ou Pays basque Sud.
La chanson basque Hegoak (« les ailes ») est un hommage à la liberté si chère aux Basques.